# 茜丸
株式会社茜丸（あかねまる）は、大阪府大阪市天王寺区に本社を置く製餡・和菓子製造企業。業務用製餡およびどら焼き製造を主な事業とし「茜丸五色どらやき」で知られる。
本項ではかつて茜丸本舗の屋号を持っていた株式会社大納言（だいなごん）についても述べる。大納言の社名は小豆の品種「大納言」に由来する。
1940年（昭和15年）に有限会社北條製餡所として創業、1951年（昭和26年）に株式会社大阪北條製餡所へ改組。1990年（平成2年）10月22日に株式会社茜饅頭を設立後に現社名へ商号変更した。同社は2007年3月19日に民事再生法の適用を申請して経営破綻したため、関連会社であった茜丸に事業譲渡している。なお、大納言は2011年3月29日付で再生計画が終結している。その後製造部門は大納言に戻され、現在は株式会社大納言が製造、株式会社茜丸が販売を受け持っている。

## 沿革
1940年（昭和15年）、北條勝義（現社長の北條勝彦の父）が、大阪市東住吉区桑津にて創業。創業翌年には太平洋戦争が始まり、砂糖や豆などの統制制度が実施されるなど原材料の調達にも苦心する時代で、戦時中は製餡事業を中断し惣菜などを販売していた時期もあった。
創業者の北條勝義は、日本の製餡業発祥の地とされる静岡県清水市の出身で、清水は富士山の伏流水が豊富なことから製餡業に適した土地であった。1900年（明治33年）頃に静岡県庵原郡承元寺村（現：静岡市清水区）で開業し、大阪へ出て成功した北川製餡所があるが、創業者の北條勝義もここで修行した。製餡業界には「北條」の屋号を持つ企業が多くあるが、同様に清水から大阪へ出て起業した者が多いためといわれる。
終戦後に製菓用砂糖の配給制度が復活したことから製餡工場の操業を再開、大阪市天王寺区の四天王寺南大門横に工場を新設した。創業拠点は最も多い時期で以下の4箇所を有していた。
- 本店工場（大阪市天王寺区大道）
- 高津工場
- あびこ工場
- 茨木市工場

1987年（昭和62年）には東京事務所を開設、1989年（平成元年）には東京工場を新設した。
また1989年（平成元年）には一般消費者向けの商品として、5種の鹿の子豆の餡を使用した「茜丸五色どらやき」を発売した。知名度向上を図るため、現社長の北條勝彦を模したイメージキャラクター「茜太郎」を設定。紫に染めた髪がトレードマーク。社長が「茜太郎」に扮したCMを流したところ話題となり、大阪の土産菓子として定着し、累計6,000万個が販売されるに至った。のちに発売された饅頭「かぶきもん」でも同様のCMを流している。北條勝彦はCMソング『茜の人生応援歌』『茜のあっぱれ音頭』を自ら歌い、インディーズでCDも発売した。
2011年（平成23年）にはオンラインショップ「業務用あんこ販売店」を営業開始。従来は問屋を介して卸していたプロユースにメーカー直送の流れを作った。現在は約60種類の餡を常時販売する。また餡専門メーカーとして、店舗オリジナルやプライベートブランド (PB) 商品に使用する餡の開発も行い、フルーツ餡や鮮やかなミントブルーの「ラムネあん」などの変わり餡も製造販売している。

## 事業所
- 本社・工場 : 大阪府大阪市天王寺区大道二丁目13番15号
- 東京支店・工場 : 埼玉県三郷市上彦名215番地

## 主な事業・製品
- 業務用餡（製造卸）
- 土産菓子（和菓子）の製造販売
  - 茜丸五色どら焼き
  - ラムネ生どら焼き（ラムネ餡とホイップクリーム）
  - みるく饅頭「かぶきもん」

ほか各種

## メディア出演
- 現社長の北條勝彦は、関西テレビ『プライスバラエティナンボDEなんぼ』のコーナー「無駄ムダ調査隊」（2003年1月3日放送）でテレビ番組に初出演。社長の豪邸をムダレッド（メッセンジャー黒田）とムダブルー（山本浩之アナウンサー）が訪問して無駄遣いの調査を行った。